# 龍仁市

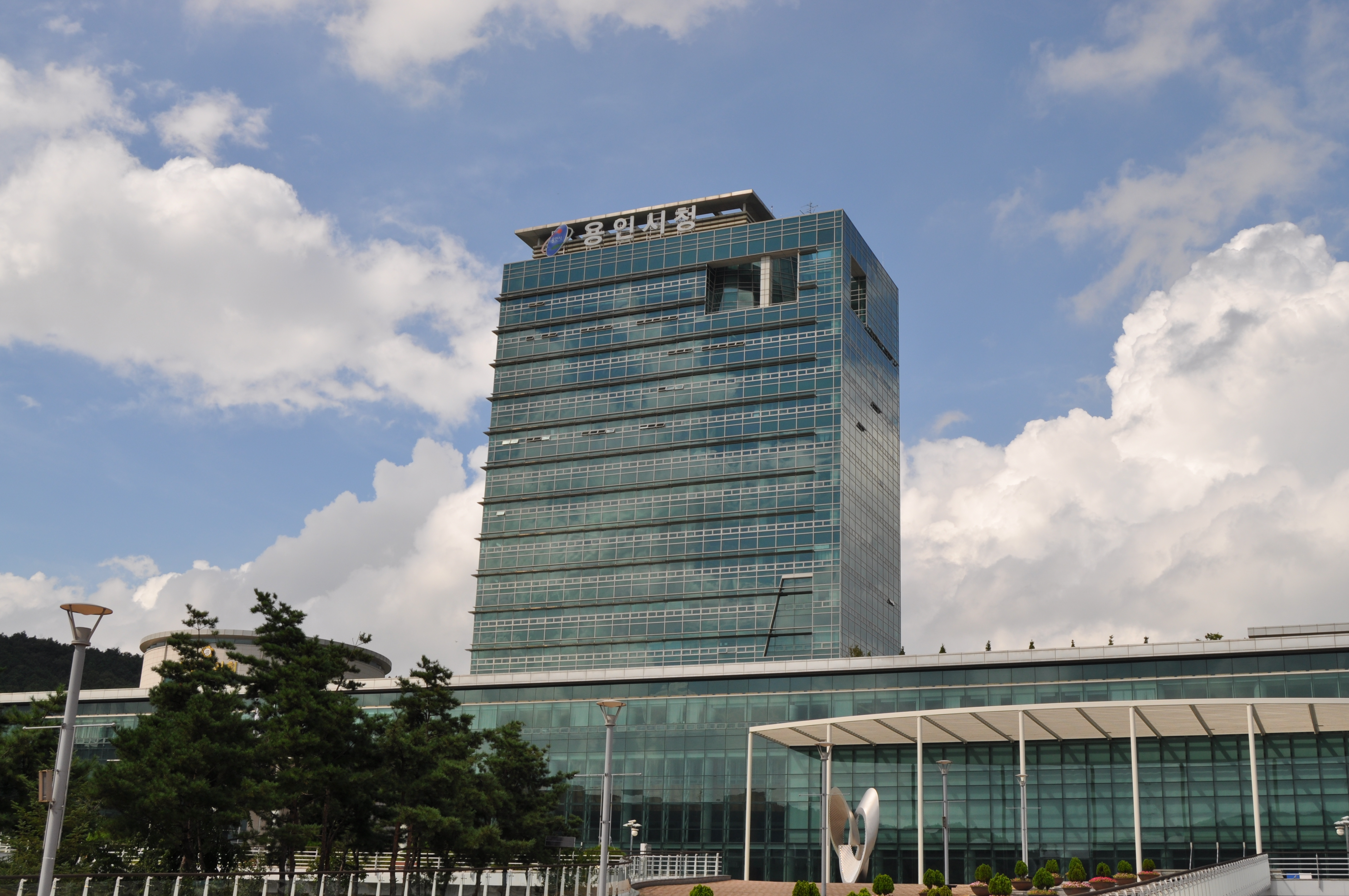
龍仁市廳

龍仁市（韩语：／ Yongin si */?），是大韓民國京畿道中部的特例市，距離首都首尔以南約40公里。龍仁市位處於京釜高速道路及嶺東高速公路的交匯點，因其交通便捷，使當地近年的人口急劇增加。截至2021年4月，全市有人口1,076,773人。此外，經常在韓國歷史劇出現的韓國民俗村及知名的愛寶樂園亦位於本市，是外國遊客及韓國當地學生畢業旅行的好去處。

## 交通

### 公路
- 京釜高速道路（1號幹線）
  - 器興交匯處 - 器興服務區（往釜山方向） - 水原交匯處 - 新葛交匯處 - 竹田服務區（往首爾方向）
- 嶺東高速公路（50號幹線）
  - 新葛交匯處 - 麻城交匯處 - 龍仁交匯處 - 龍仁服務區 - 陽智交匯處

### 鐵路
市內有龍仁輕電鐵與新盆唐線兩條路線通過，將之與首爾、城南市及水原市連結。此外，在1972年嶺東高速道路通車以前，水驪線亦途經龍仁市，但在道路通車後已廢止。

## 行政區劃
- 器興區 (기흥구)
- 水枝區 (수지구)
- 處仁區 (처인구)

## 教育
- 檀國大學
- 龍仁大學
- 江南大學
- 加爾文大學

## 名人
- 朴炯植：組合ZE:A成員
- 李成烈：組合INFINITE成員
- 宋旻浩：組合BoM, WINNER成員
- 徐恩光: 組合BTOB成員
- 陸星材: 組合BTOB成員
- 池受玟：組合SONAMOO成員
- 鄭粲右：組合iKON成員
- 李慧彬: 組合MOMOLAND成員
- 安炯燮: 組合炯燮x義雄、TEMPEST成員
- 李大烈：組合Golden Child成員
- 崔普閔：組合Golden Child成員
- 徐彰彬：組合Stray Kids成員
- 李彩演：組合IZ*ONE成員
- 金英助: 組合ONEUS成員
- 李彩領：組合ITZY成員
- 朴世林: 組合CRAVITY成員
- 尹材赫：組合TREASURE成員
- 韓維辰：組合ZEROBASEONE成員
- 李碩珉: 組合SEVENTEEN成員
- 孔裕彬：組合tripleS成員

## 友好城市
- 美国加利福尼亞州富勒頓
- 中华人民共和国江蘇省揚州市
- 費爾干納州
- 马来西亚沙巴亞庇
- 土耳其開塞利省開塞利
- 昆士蘭紅土市